# Список замков Латвии
В список замков на территории современной Латвии входят укреплённые резиденции западноевропейских завоевателей, построенные до XVII века включительно. Это список избранных замков; всего в стране около 140 средневековых замков. Усадьбы и имения Латвии представлены отдельным списком.

## Курземе
Арлавский замок • Валтайкский замок
| Название на русском | Название на латышском     | Название на немецком | Изображение | Место                               | Дата постройки  | Статус     | Примечания                          |
| ------------------- | ------------------------- | -------------------- | ----------- | ----------------------------------- | --------------- | ---------- | ----------------------------------- |
| Айзпутский замок    | Aizputes ordeņa pils      | Ordensburg Hasenpoth |             | Айзпуте                             | конец XIII в.   | руины      |                                     |
| Алсунгский замок    | Alsungas pils             | Schloss Alschwangen  |             | Алсунга                             | ранее 1341      | сохранился |                                     |
| Вентспилсский замок | Ventspils viduslaiku pils | Schloss Windau       |             | Вентспилс                           | ранее 1290      | сохранился |                                     |
| Гробинский замок    | Grobiņas pilsdrupas       | Schloss Grobin       |             | Гробиня                             | 1253            | руины      | До 1265 года деревянное укрепление. |
| Дундагский замок    | Dundagas pils             | Schloss Dondangen    |             | Дундага                             | конец XIII в.   | сохранился |                                     |
| Нурмуйжский замок   | Nurmuižas pils            | Schloss Nurmhusen    |             | Лауциене (Талсинский край)          | ок. 1598        | сохранился |                                     |
| Пилтенский замок    | Piltenes viduslaiku pils  | Burg Pilten          |             | Пилтене                             | конец XIII века | руины      |                                     |
| Замок Кауцмюнде     | Kaucmindes muiža          | Schloss Kauzmünde    |             | Рундальская волость (Бауский край)  | 1469 год        | сохранился | Требует ремонта.                    |
| Замок Эдвален       | Ēdoles pils               | Schloss Edwahlen     |             | Эдольская волость (Кулдигский край) | 1264–1267       | сохранился | Перестроен в гостиничный комплекс.  |
| Эмбутский замок     | Embūtes pilsdrupas        | Schloss Amboten      |             | Эмбуте                              | ок. 1265        | руины      | Сохранились стены высотой до 7 м.   |

## Земгале
Бабитский замок • Замок Валдекю
| Название на русском | Название на латышском | Название на немецком     | Изображение | Место                    | Дата постройки | Статус                  | Примечания                                                                  |
| ------------------- | --------------------- | ------------------------ | ----------- | ------------------------ | -------------- | ----------------------- | --------------------------------------------------------------------------- |
| Бауский замок       | Bauskas pils          | Schloss Bauske           |             | Бауска                   | позднее 1443   | восстановлен (частично) | Средневековая часть в руинах; постройки эпохи Возрождения реконструированы. |
| Добельский замок    | Dobeles pils          | Ordensburg Doblen        |             | Добеле                   | 1335—1359      | руины (обширные)        |                                                                             |
| Рундальский дворец  | Rundāles pils         | Schloss Ruhenthal        |             | Пилсрундале              | 1736—1768      | сохранился              | Музей открылся в 1963 году.                                                 |
| Шлокенбекский замок | Šlokenbekas pils      | Ordensburg Schlockenbeck |             | Милзкалне (близ Тукумса) | ранее 1544     | сохранился              | Перестроен в усадьбу.                                                       |
| Яунпилсский замок   | Jaunpils pils         | Schloss Neuenburg        |             | Яунпилс                  | 1301           | сохранился              |                                                                             |

## Видземе
Алтенский замок • Арайшский замок • Аугстрозский замок • Вайнижский замок • Вецпиебалгский замок • Замок Дикли • Цесвайнский старый замок
| Название на русском    | Название на латышском        | Название на немецком  | Изображение | Место                         | Дата постройки         | Статус                  | Примечания                                |
| ---------------------- | ---------------------------- | --------------------- | ----------- | ----------------------------- | ---------------------- | ----------------------- | ----------------------------------------- |
| Айзкраукльский замок   | Aizkraukles pils             | Ordensburg Ascheraden |             | Айзкраукле                    | вторая половина XIV в. | руины                   | Сохранились стены высотой до 5 м.         |
| Алуксненский замок     | Alūksnes pils                | Burg Marienburg       |             | Алуксне                       | ок. 1342               | руины                   | Сохранились стены высотой более чем 5 м.  |
| Буртниекский замок     | Burtnieku pils               | Burg Burtneck         |             | Буртниеки                     | ранее 1366             | руины                   | Сохранились стены высотой до 4 м.         |
| Валмиерский замок      | Valmieras pils               | Schloss Wolmar        |             | Валмиера                      | позднее 1224           | руины (обширные)        |                                           |
| Вецдольский замок      | Vecdoles pils                | Schloss Alt-Dahlen    |             | Долес на р. Даугава           | ранее 1226             | руины                   |                                           |
| Гауйиенский замок      | Gaujienas viduslaiku pils    | Burg Adsel            |             | Гауйиена                      | ок. 1236—1238          | руины                   | Сохранились стены высотой более чем 10 м. |
| Даугавгривский замок   | Daugavgrīvas viduslaiku pils | Schloss Dünamünde     |             | Даугавгрива (Рига)            | 1208                   | насыпь                  | См. также Даугавгривский монастырь.       |
| Кокнесский замок       | Kokneses pils                | Burg Kokenhusen       |             | Кокнесе                       | ок. 1210               | руины (обширные)        |                                           |
| Кримулдский замок      | Krimuldas viduslaiku pils    | Burg Kremon           |             | близ Сигулды                  | середина XIII в.       | руины                   |                                           |
| Лиелвардский замок     | Lielvārdes pils              | Schloss Lennewarden   |             | Лиелварде                     | ранее 1213             | руины                   |                                           |
| Лиелстраупский замок   | Lielstraupes pils            | Schloss Gross-Roop    |             | Страупе                       | 1263                   | сохранился              |                                           |
| Пиебалгский замок      | Piebalgas pils               | Schloss Pebalg        |             | Вецпиебалга                   | ранее 1318             | руины                   |                                           |
| Раунский замок         | Raunas viduslaiku pils       | Schloss Ronneburg     |             | Рауна                         | 1381                   | руины (обширные)        |                                           |
| Рижский замок          | Rīgas pils                   | Rigaer Schloss        |             | Рига                          | 1340-е                 | сохранился              |                                           |
| Салацгривская крепость | Salacas pils                 | Burg Salis            |             | Салацгрива                    | 1226                   | насыпь                  |                                           |
| Саласпилсский замок    | Salaspils viduslaiku pils    | Ordensburg Kirchholm  |             | Даугавские ливы на р. Даугава | ранее 1186             | руины                   |                                           |
| Саттезеле              | Sateseles pils               |                       |             | Сигулда                       | XII в.                 | насыпь                  |                                           |
| Сигулдский замок       | Siguldas viduslaiku pils     | Schloss Segewold      |             | Сигулда                       | 1207—1209              | руины (обширные)        |                                           |
| Турайдский замок       | Turaidas pils                | Schloss Treiden       |             | Сигулда                       | 1214                   | восстановлен (частично) |                                           |
| Цесисский замок        | Cēsu pils                    | Schloss Wenden        |             | Цесис                         | ок. 1213—1218          | руины (обширные)        |                                           |

## Латгалия
Асотский замок • Берзаунский замок
| Название на русском | Название на латышском   | Название на немецком | Изображение | Место            | Дата постройки          | Статус           | Примечания                           |
| ------------------- | ----------------------- | -------------------- | ----------- | ---------------- | ----------------------- | ---------------- | ------------------------------------ |
| Вилякский замок     | Viļakas viduslaiku pils | Burg Marienhausen    |             | Виляка           | конец XV в.             | руины            | Каменный замок построен в 1516 году. |
| Динабургский замок  | Dinaburgas pils         | Schloss Dünaburg     |             | близ Даугавпилса | ок. 1273—1277           | руины            |                                      |
| Крустпилсский замок | Krustpils pils          | Schloss Kreutzburg   |             | Екабпилс         | вторая половина XIII в. | сохранился       |                                      |
| Лудзенский замок    | Ludzas pils             | Ordensburg Ludsen    |             | Лудза            | XIV в.                  | руины (обширные) |                                      |
| Резекненский замок  | Rēzeknes pilskalns      | Burg Rositen         |             | Резекне          | ранее 1324              | руины            |                                      |